# Korsträsk
Korsträsk ist ein Ort (tätort) in der  schwedischen Provinz Norrbottens län und der historischen Provinz Norrbotten. Der Ort gehört zur Gemeinde Älvsbyn.
Der Ort liegt am See Stor Korsträsket am Riksväg 94 sieben Kilometer westlich von Älvsbyn. Im Ort befindet sich eine kleine Schule. Korsträsk besitzt einen Bahnhof an der Eisenbahnstrecke Stockholm–Boden, der allerdings für den Personenverkehr nicht mehr genutzt wird.

## Quelle
1. 1 2  Statistiska centralbyrån: Landareal per tätort, folkmängd och invånare per kvadratkilometer. Vart femte år 1960 - 2015 (Datenbankabfrage)